# Université du Panjab
Pour les articles homonymes, voir Université du Pendjab.
L'université du Panjab (pendjabi : ਪੰਜਾਬ ਯੂਨੀਵਰਸਿਟੀ, anglais : Panjab University) est une université publique indienne située à Chandigarh. 

## Historique
L'université a été créée en 1882 à Lahore dans le Raj britannique. En 1947, au moment de la partition entre l'Inde et le Pakistan, l'université a été scindée en deux. Afin de distinguer les deux, l'université indienne a changé son nom d'University of the Punjab en Panjab University.